# ノーザンテースト
ノーザンテースト（英: Northern Taste、1971年 - 2004年）はカナダ生まれの競走馬、種牡馬。

## 来歴
1972年7月のアメリカ・ニューヨーク州サラトガ競馬場のセリ市で社台グループ総帥吉田善哉からノーザンダンサー産駒の（牡の仔馬）購入命令を受けた吉田照哉（現社台ファーム代表）が10万ドル（当時のレートで3080万円）で落札。当時はノーザンダンサー産駒がそれまでのサラブレッドの常識を打ち破るほどの目覚ましい活躍を遂げており、その経緯から競走馬として、また将来的には種牡馬として供用することを前提に購入された。
その後フランスに渡り、2歳時はGIIIレースを連勝するなど4戦2勝。翌年緒戦のジェベル賞を勝つと、フランスのクラシックレースではなく、1枚レベルの高いイギリスのクラシックへと挑戦。英2000ギニーで4着、ダービーステークスで5着と好走。フランスへ帰国後も好走するも勝ち切れないレースが続いたが、フォレ賞でGIを初制覇した。翌年も競走生活を続けたが、目立った活躍はなく引退。通算の競走成績は20戦5勝。なお、クラシックレースを勝つ事はできなかったものの、同期の仏2000ギニー馬ムーリン（後に種牡馬として日本に輸入される）を2度に渡って下している。
1975年4歳時に当初の予定通り種牡馬として社台グループが日本に輸入。種牡馬入りした当初は、その独特の容貌（短い足と大きな頭部）から、日高の一部生産者から「犬のような馬」「わざわざアメリカからヤギを買ってきたのか」と揶揄され、嘲笑に近い言葉を浴びせられたこともあったという。しかしその後、ノーザンテーストは数多くの勝ち馬を輩出し、日本競馬の血統を大きく塗り替えた名種牡馬としてかつてない賞賛を受けることになる。
1982年にテスコボーイから日本リーディングサイアーの座を奪い取ると、通算10回のリーディングサイアーに輝いた。中央競馬のみの集計では11年連続11回という前例のない記録であった。また、1990年から2006年まで17年連続リーディングブルードメアサイアー（中央競馬のみの集計では1991年から2005年の15年連続）にも輝いている。
記録としては1979年から1996年までの18年連続、また1977年産から1996年産までの20世代連続で重賞馬が輩出。1979年から2006年まで中央競馬28年連続で産駒が勝利を収めた。2004年にサンデーサイレンスに更新されるまで産駒JRA勝利数で第1位だった。
1999年に13頭の繁殖牝馬に種付けを行ったのを最後に、2000年種牡馬を引退。
2004年12月11日午後3時20分、北海道勇払郡早来町の社台スタリオンステーションで老衰のため死亡。33歳の大往生だった。死後、遺体は社台スタリオンステーション敷地内の高台に埋葬されている。

## 馬名の由来
吉田照哉はセールで同馬を落札したことを善哉に電話報告した。善哉は照哉に「お疲れ様。日本に帰ったら何が食べたい?」と労った。照哉は「寿司が食べたい。」と答えた。善哉は寿司から魚を連想し、父Northern Dancerから“北の味”に至り、英訳しNorthern Taste（ノーザンテースト）と名づけられる事となった。

## エピソード
- 前述されている通りサラブレッドとしては非常に体が小さく、決して見栄えの良い馬ではなかった。それこそ、イヌやヤギに例えられるほど不細工であった。内藤繁春によると、ノーザンテーストを見た吉田善哉は「こんな小柄で、にぎやかな顔の馬は、成功するわけない」と言い、照哉に任せたのが失敗だったと嘆いたという[2]。しかしこの馬を購入した吉田照哉は「セリに出ていた馬の中では、骨格・筋肉の付き方など馬体は最高のものを持っていた」と後に述懐している。その言葉を証明するかのようにノーザンテーストは老いても若々しさを保ち続け、30歳を超えた最晩年も外見は大きな衰えを見せなかった。
- 1972年に10万ドルで購入された同馬だが、同じ父を持つ馬たちが世界各地で次々と活躍し、ニジンスキーなどが後継種牡馬としても大成功した事などから、数年後にはノーザンダンサー直仔の取引価格が10倍以上に跳ね上がっている。善哉のノーザンダンサー産駒に対する先見性と、照哉の相馬眼が名種牡馬・ノーザンテーストを産んだのである。
- この馬の活躍により全弟のサドンソーも日本で種牡馬生活を送った。さすがに兄のようにはいかなかったが、七夕賞勝ちのシーキャリアーのほか母父としてナムラコクオーを出している。また半弟のタンゾア（父ニジンスキー）も日本で種牡馬生活を送った。
- 晩年、当馬は社台グループ最大の功労馬として、専用の馬房と自由に出入りできるパドックを与えられていた。
- ノーザンテースト産駒の活躍ぶりから、「ノーザンテーストの産駒は3度変わる（成長する）」と評されることがある。
- ドリームジャーニー・オルフェーヴル全兄弟（父ステイゴールド・母オリエンタルアート）はノーザンテーストの4×3というインブリード（奇跡の血量）を持っている。

## 主な産駒
太字はGI級競走
- ダイナガリバー（東京優駿（日本ダービー）、有馬記念、共同通信杯4歳ステークス）
  - 1986年度代表馬・最優秀4歳牡馬
- アンバーシャダイ（有馬記念、天皇賞（春）、目黒記念（秋）、アメリカジョッキークラブカップ2回）
  - 1983年度特別賞
- ギャロップダイナ（天皇賞（秋）、安田記念、東京新聞杯）
- シャダイアイバー（優駿牝馬）
- ダイナカール（優駿牝馬）
  - 1982年度最優秀3歳牝馬
  - 1983年度最優秀4歳牝馬
- アドラーブル（優駿牝馬）
- シャダイソフィア（桜花賞、阪急杯、函館3歳ステークス）
- アスワン（NHK杯、京成杯）
- グローバルダイナ（小倉大賞典）
  - 1985年度最優秀5歳以上牝馬
- ダイナアクトレス（毎日王冠、スプリンターズステークス、京王杯スプリングカップ）
  - 1987・1988年度最優秀5歳以上牝馬
- ダイナレター（札幌記念、根岸ステークス）
  - 1989年度最優秀ダートホース
- ノーザンドライバー（デイリー杯3歳ステークス、ペガサスステークス）
  - 1990年度最優秀3歳牝馬
- レジェンドテイオー（アルゼンチン共和国杯、セントライト記念）
- シャイニンレーサー（マーメイドステークス）
- マチカネタンホイザ（目黒記念、アメリカジョッキークラブカップ、高松宮杯）
- スルーオダイナ（ステイヤーズステークス、ダイヤモンドステークス）
- ダイナフェアリー（オールカマー、エプソムカップ、新潟記念）
- クリスザブレイヴ（富士ステークス） ※最後の平地重賞優勝馬
- ノーザンレインボー（中山大障害（春）、東京障害特別（秋））
  - 1998年度最優秀障害馬
- ビッグテースト（中山グランドジャンプ） ※最後のGI (J･GI) 勝馬
  - 2003年度最優秀障害馬

アンバーシャダイからメジロライアン-メジロブライトと牡馬産駒が活躍し父系を伸ばしたが（詳しくはノーザンテースト系を参照）、メジロブライトは2004年5月に死亡、メジロライアンは2006年9月にシンジケートが解散し2007年に種牡馬引退しており、2010年にマチカネタンホイザが種牡馬を引退した時点でノーザンテースト系種牡馬はすべて生産界から退いている状況となっている。
2013年11月2日に父メジロライアン、母メジロダーリングの仔、メジロカトリーヌがJRAの登録を抹消されたことによって、ノーザンテースト系の競走馬はJRAから姿を消した。
現在、中華人民共和国の新疆ウイグル自治区にて繋養されているメジロアルダンの仔Wu Di(ウーディー)が最後のノーザンテースト系種牡馬である。

## ブルードメアサイアーとして

### 父サンデーサイレンス
ノーザンテーストはブルードメアサイアー（母の父）としても優秀であり、下記に示すように数多くのGI馬を輩出している。一方で、「父サンデーサイレンス×母父ノーザンテースト」の組合せでは、1995年にサンデーサイレンスの産駒がデビューしてから長年に渡ってGI馬が出ない時期があった。2003年にデュランダルがスプリンターズステークスを制して以降はGI優勝馬も出始めたが、この組み合わせでの活躍馬には短距離を中心に活躍した馬が多く、その後両馬が死亡したため、結果的にこの組み合わせでクラシックを制覇したのは2004年の皐月賞を制したダイワメジャーのわずか1勝にとどまった。

### GI級競走優勝馬
GI級競走は太字で表記。
- 1983年産
  - ダイナコスモス　父ハンターコム（皐月賞、ラジオたんぱ賞）
- 1985年産
  - サッカーボーイ　父ディクタス（阪神3歳ステークス、中日スポーツ賞4歳ステークス、函館記念、マイルチャンピオンシップ）
    - 1987年度最優秀3歳牡馬
    - 1988年度最優秀スプリンター
- 1986年産
  - バンブービギン　父バンブーアトラス（京都新聞杯、菊花賞）
- 1987年産
  - レッツゴーターキン　父ターゴワイス（小倉大賞典、中京記念、天皇賞（秋））
- 1988年産
  - イブキマイカグラ　父リアルシャダイ（阪神3歳ステークス、弥生賞、NHK杯）
  - ブロードマインド　父ノーリュート（東京障害特別2回、中山大障害2回）
    - 1993・1994年度最優秀障害馬
- 1989年産
  - サクラバクシンオー　父サクラユタカオー（クリスタルカップ、スプリンターズステークス2回、ダービー卿チャレンジトロフィー、スワンステークス）
    - 1994年度最優秀短距離馬
- 1990年産
  - サクラチトセオー　父トニービン（中山記念、京王杯オータムハンデキャップ、アメリカジョッキークラブカップ、天皇賞（秋））
    - 1995年度最優秀5歳以上牡馬
- 1992年産
  - サクラキャンドル　父サクラユタカオー（クイーンステークス、エリザベス女王杯、府中牝馬ステークス）
  - フラワーパーク　父ニホンピロウイナー（シルクロードステークス、高松宮杯、スプリンターズステークス）
    - 1996年度最優秀短距離馬・最優秀父内国産馬
- 1993年産
  - エアグルーヴ　父トニービン（チューリップ賞、優駿牝馬、マーメイドステークス、札幌記念2回、天皇賞（秋）、産経大阪杯）※母はダイナカール
    - 1997年度代表馬・最優秀5歳以上牝馬
- 1994年産
  - ファストフレンド　父アイネスフウジン（マリーンカップ、スパーキングレディーカップ、エンプレス杯2回、クイーン賞、東海ステークス、帝王賞、東海菊花賞、東京大賞典）
- 1996年産
  - アドマイヤコジーン　父コジーン（東京スポーツ杯3歳ステークス、朝日杯3歳ステークス、東京新聞杯、阪急杯、安田記念）
    - 1998年度最優秀3歳牡馬
    - 2002年度最優秀短距離馬
- 1997年産
  - マイネルコンバット　父コマンダーインチーフ（ジャパンダートダービー）
  - ギルデッドエージ　父ティンバーカントリー（中山大障害）
    - 2002年度最優秀障害馬
- 1999年産
  - テレグノシス　父トニービン（NHKマイルカップ、京王杯スプリングカップ、毎日王冠）
  - デュランダル　父サンデーサイレンス（マイルチャンピオンシップ2回、スプリンターズステークス）
    - 2003・2004年度最優秀短距離馬

  - アドマイヤマックス　父サンデーサイレンス（東京スポーツ杯2歳ステークス、富士ステークス、高松宮記念）
- 2000年産
  - ユートピア　父フォーティナイナー（全日本2歳優駿全日本2歳優駿、ユニコーンステークス、ダービーグランプリ、マイルチャンピオンシップ南部杯2回、ゴドルフィンマイル）
- 2001年産
  - ダイワメジャー　父サンデーサイレンス（皐月賞、ダービー卿チャレンジトロフィー、マイラーズカップ、毎日王冠、天皇賞（秋）、マイルチャンピオンシップ2回、安田記念）※母はスカーレットブーケ
    - 2006・2007年度最優秀短距離馬

  - カンパニー　父ミラクルアドマイヤ（京阪杯、産経大阪杯、関屋記念、中山記念2回、マイラーズカップ、毎日王冠、天皇賞（秋）、マイルチャンピオンシップ）
    - 2009年度特別賞
- 2002年産
  - エアメサイア　父サンデーサイレンス（ローズステークス、秋華賞）※母はエアデジャヴー
- 2003年産
  - グレイスティアラ　父フジキセキ（エーデルワイス賞、全日本2歳優駿、兵庫チャンピオンシップ）
  - キストゥヘヴン　父アドマイヤベガ（フラワーカップ、桜花賞、京成杯オータムハンデキャップ、中山牝馬ステークス）
- 2004年産
  - ダイワスカーレット　父アグネスタキオン（桜花賞、ローズステークス、秋華賞、エリザベス女王杯、産経大阪杯、有馬記念）※母はスカーレットブーケ
    - 2007年度最優秀3歳牝馬・最優秀父内国産馬
- 2006年産
  - トーセンジョーダン　父ジャングルポケット（アルゼンチン共和国杯、アメリカジョッキークラブカップ、札幌記念、天皇賞（秋））
- 2007年産
  - レインボーダリア　父ブライアンズタイム（エリザベス女王杯）

### その他重賞優勝馬
- 1984年産
  - クールハート　父ディクタス（関屋記念、新潟3歳ステークス）
- 1985年産
  - ディクターランド　父ディクタス（函館3歳ステークス）
- 1986年産
  - ムービースター　父ディクタス（金鯱賞、北九州記念、中京記念、中山記念）
  - ディクターガール　父ディクタス（スワンステークス）
  - カッティングエッジ　父ファバージ（クイーンカップ、テレビ東京賞3歳牝馬ステークス）
  - スピークリーズン　父リアルシャダイ（函館記念、京成杯）
- 1987年産
  - イクノディクタス　父ディクタス（京阪杯、金鯱賞、小倉記念、オールカマー）
    - 1992年度最優秀5歳以上牝馬

  - ブラウンビートル　父スタイヴアザント（新潟記念）
- 1988年産
  - ムッシュシェクル　父リアルシャダイ（アルゼンチン共和国杯、日経新春杯、阪神大賞典）
  - ダイナマイトダディ　父サクラユタカオー（京成杯、中山記念、京王杯スプリングカップ）
- 1989年産
  - システィーナ　父サクラユタカオー（京都牝馬特別）
- 1990年産
  - ステージチャンプ　父リアルシャダイ（日経賞、ステイヤーズステークス）
  - ペガサス　父リヴリア（福島記念、新潟3歳ステークス）
- 1991年産
  - アワパラゴン　父モーニングフローリツク（京都大障害、東京障害特別、阪神障害ステークス）
    - 1997年度最優秀障害馬

  - ノーブルグラス　父ミルジョージ（札幌スプリントステークス2回）
  - マリーゴッド　父アレミロード（函館3歳ステークス）
- 1992年産
  - エイシンサンサン　父キャロルハウス（小倉3歳ステークス）
  - プライムステージ　父サンデーサイレンス（札幌3歳ステークス、フェアリーステークス）
  - マイティーフォース　父テンパレートシル（京成杯）
- 1993年産
  - ローゼンカバリー　父サンデーサイレンス（セントライト記念、アメリカジョッキークラブカップ、日経賞、目黒記念）
  - アロハドリーム　父クリエイター（中京記念、函館記念）
  - アグネスカミカゼ　父サンデーサイレンス（目黒記念）
  - サクラエキスパート　父サクラチヨノオー（愛知杯）
  - ダンディコマンド　父ニホンピロウイナー（北九州記念）
  - センターライジング　父ヘクタープロテクター（サンケイスポーツ賞4歳牝馬特別）
- 1994年産
  - コンメンダトーレ　父ビゼンニシキ（佐賀記念）
  - サンライズアトラス　父ナスルエルアラブ（京成杯オータムハンデキャップ）
  - セイリューオー　父ブライアンズタイム（札幌3歳ステークス）
  - オーバーザウォール　父ドクターデヴィアス（福島記念）
- 1995年産
  - ブリリアントロード　父ブライアンズタイム（新潟大賞典、新潟記念）
  - トゥナンテ　父サクラユタカオー（毎日王冠、愛知杯、北九州記念）
  - ジョービッグバン　父サンデーサイレンス（函館記念、中山金杯、小倉大賞典）
  - エモシオン　父トニービン（京都記念）
  - ナリタルナパーク　父ブライアンズタイム（中山牝馬ステークス）
  - タケイチケントウ　父ドクターデヴィアス（小倉3歳ステークス）
- 1996年産
  - エアピエール　父フジキセキ（佐賀記念）
  - サイキョウサンデー　父サンデーサイレンス（中日スポーツ賞4歳ステークス）
  - キングオブサンデー　父サンデーサイレンス（北海道3歳優駿）
- 1997年産
  - ウインマーベラス　父サンデーサイレンス（京都ジャンプステークス、小倉サマージャンプ、阪神ジャンプステークス、京都ハイジャンプ）
  - フサイチゼノン　父サンデーサイレンス（弥生賞）
  - オンワードメテオ　父クリミナルタイプ（東京ハイジャンプ、新潟ジャンプステークス）
- 1998年産
  - ネイティヴハート　父スターオブコジーン（オーシャンステークス）
  - アグネスゴールド　父サンデーサイレンス（きさらぎ賞、スプリングステークス）
  - ダイワルージュ　父サンデーサイレンス（新潟3歳ステークス）
  - デモリションマン　父フジキセキ（新潟ジャンプステークス）
- 1999年産
  - リミットレスビッド　父サンデーサイレンス（ガーネットステークス、根岸ステークス、東京盃2回、兵庫ゴールドトロフィー2回、黒船賞、さきたま杯）
  - ナリタセンチュリー　父トニービン（京都大賞典、京都記念）
  - マイネルアムンゼン　父ペンタイア（エプソムカップ2回、新潟大賞典）
  - シャイニンルビー　父サンデーサイレンス（クイーンカップ）
  - レニングラード　父トニービン（アルゼンチン共和国杯）
  - ダイワレイダース　父サンデーサイレンス（七夕賞）
- 2000年産
  - サクラセンチュリー　父サクラローレル（鳴尾記念、日経新春杯、アルゼンチン共和国杯）
  - スプリングドリュー　父ミシル（福島牝馬ステークス）
- 2001年産
  - エアシェイディ　父サンデーサイレンス（アメリカジョッキークラブカップ）
  - タマモホットプレイ　父フジキセキ（スワンステークス、シルクロードステークス）
  - サンバレンティン　父スペシャルウィーク（福島記念、七夕賞）
  - モエレトレジャー　父トレジャーアイランド（浦和記念）
- 2002年産
  - インティライミ　父スペシャルウィーク（京都大賞典、京都新聞杯、朝日チャレンジカップ）
  - キングストレイル　父サンデーサイレンス（セントライト記念、京成杯オータムハンデキャップ）
  - ベストグランチャ　父ジェニュイン（東京オータムジャンプ）
  - テイエムチュラサン　父タイキシャトル（アイビスサマーダッシュ）
  - ニシノナースコール　父ブライアンズタイム（エンプレス杯）
- 2004年産
  - タスカータソルテ　父ジャングルポケット（札幌記念、京都新聞杯、中京記念）
  - ゴールデンダリア　父フジキセキ（新潟大賞典）
- 2005年産
  - ラッシュストリート　父マーベラスサンデー（佐賀記念）
- 2009年産
  - ヒストリカル　父ディープインパクト（毎日杯）
  - トーセンホマレボシ　父ディープインパクト（京都新聞杯）
- 2010年産
  - タマモベストプレイ　父フジキセキ（きさらぎ賞）
- 2011年産
  - トゥインクル　父ステイゴールド（ダイヤモンドステークス）

## 血統表
| ノーザンテーストの血統（ノーザンダンサー系 / Lady Angela3×2=37.50%） | ノーザンテーストの血統（ノーザンダンサー系 / Lady Angela3×2=37.50%） | ノーザンテーストの血統（ノーザンダンサー系 / Lady Angela3×2=37.50%） | （血統表の出典） | （血統表の出典） |
| 父 Northern Dancer 1961 鹿毛 カナダ                                  | 父の父Nearctic 1954 黒鹿毛 カナダ                                    | Nearco                                                               | Pharos           | Pharos           |
| 父 Northern Dancer 1961 鹿毛 カナダ                                  | 父の父Nearctic 1954 黒鹿毛 カナダ                                    | Nearco                                                               | Nogara           |                  |
| 父 Northern Dancer 1961 鹿毛 カナダ                                  | 父の父Nearctic 1954 黒鹿毛 カナダ                                    | Lady Angela                                                          | Hyperion         | Hyperion         |
| 父 Northern Dancer 1961 鹿毛 カナダ                                  | 父の父Nearctic 1954 黒鹿毛 カナダ                                    | Lady Angela                                                          | Sister Sarah     |                  |
| 父 Northern Dancer 1961 鹿毛 カナダ                                  | 父の母Natalma 1957 鹿毛                                              | Native Dancer                                                        | Polynesian       | Polynesian       |
| 父 Northern Dancer 1961 鹿毛 カナダ                                  | 父の母Natalma 1957 鹿毛                                              | Native Dancer                                                        | Geisha           |                  |
| 父 Northern Dancer 1961 鹿毛 カナダ                                  | 父の母Natalma 1957 鹿毛                                              | Almahmoud                                                            | Mahmoud          | Mahmoud          |
| 父 Northern Dancer 1961 鹿毛 カナダ                                  | 父の母Natalma 1957 鹿毛                                              | Almahmoud                                                            | Arbirator        |                  |
| 母 Lady Victoria 1962 黒鹿毛 カナダ                                  | 母の父Victoria Park 1957 鹿毛                                        | Chop Chop                                                            | Flares           | Flares           |
| 母 Lady Victoria 1962 黒鹿毛 カナダ                                  | 母の父Victoria Park 1957 鹿毛                                        | Chop Chop                                                            | Sceptial         |                  |
| 母 Lady Victoria 1962 黒鹿毛 カナダ                                  | 母の父Victoria Park 1957 鹿毛                                        | Victoriana                                                           | Windfields       | Windfields       |
| 母 Lady Victoria 1962 黒鹿毛 カナダ                                  | 母の父Victoria Park 1957 鹿毛                                        | Victoriana                                                           | Iribelle         |                  |
| 母 Lady Victoria 1962 黒鹿毛 カナダ                                  | 母の母Lady Angela 1944 栗毛 カナダ                                   | Hyperion                                                             | Gainsborough     | Gainsborough     |
| 母 Lady Victoria 1962 黒鹿毛 カナダ                                  | 母の母Lady Angela 1944 栗毛 カナダ                                   | Hyperion                                                             | Selene           |                  |
| 母 Lady Victoria 1962 黒鹿毛 カナダ                                  | 母の母Lady Angela 1944 栗毛 カナダ                                   | Sister Sarah                                                         | Abbots Trace     | Abbots Trace     |
| 母 Lady Victoria 1962 黒鹿毛 カナダ                                  | 母の母Lady Angela 1944 栗毛 カナダ                                   | Sister Sarah                                                         | Sarita F-No.14-c |                  |

## 主要なサイアーライン
ノーザンテースト
　｜アンバーシャダイ
　｜｜メジロライアン
　｜　｜メジロブライト
　｜アスワン
　｜｜メジロアルダン
　｜　｜Wu Di(ウーディー)
　｜ダイナガリバー
　｜ギャロップダイナ
　｜ダイナレター
　｜｜ダイナマイトメール
　｜ダイナサンキュー
　｜マンジュデンカブト
　｜ノーザンレインボー